# Monodontides
Monodontides is een geslacht van vlinders uit de familie van de Lycaenidae, de kleine pages, vuurvlinders en blauwtjes. De wetenschappelijke naam en de beschrijving van dit geslacht zijn voor het eerst gepubliceerd in 1927 door Lambertus Johannes Toxopeus.
De soorten van dit geslacht komen voor in het Oriëntaals gebied en in Nieuw-Guinea.

## Soorten
- Monodontides apona (Fruhstorfer, 1910)
- Monodontides argioloides (Rothschild, 1916)
- Monodontides cara (de Nicéville, 1898)
- Monodontides chapmani Cassidy, 2003
- Monodontides hondai Eliot & Kawazoé, 1983
- Monodontides kolari (Ribbe, 1926)
- Monodontides luzonensis Eliot & Kawazoé, 1983
- Monodontides musina (Snellen, 1892)
- Monodontides ternatensis Eliot & Kawazoé, 1983